# Schlacht am Hydaspes
Granikos – Milet – Halikarnassos – Issos – Tyros – Gaugamela – Persische Tore – Jaxartes – Sogdischer Felsen – Fels von Chorienes – Gabai – Hydaspes
Die Schlacht am Hydaspes fand im Mai 326 v. Chr. zwischen den Truppen Alexanders des Großen und denen des indischen Königs Poros am Fluss Hydaspes, bei der Stadt Nikaia am Hydaspes, statt. Sie war Alexanders letzte und verlustreichste Schlacht.

## Ausgangslage
Die Schlacht war untypisch für Alexander. Die Armee von Poros benutzte Elefanten. Gegen diese in ihrer psychischen Wirkung kaum zu unterschätzende Kriegswaffe hatte Alexander bereits bei der Schlacht von Gaugamela Erfahrung sammeln können. Poros verstand es, die Elefanten in Gruppen zu „befehligen“, was ihm neben dem für die griechischen Truppen ungewohnten Gebiet einen zusätzlichen Vorteil verschaffte. Da er das Ufer des Flusses Hydaspes, nach dem die Schlacht benannt ist, durch die Elefanten sicherte, konnte die griechische Kavallerie den Fluss nicht durchqueren, da die Pferde, wie der Geschichtsschreiber Arrian berichtet, vor den Elefanten scheuten.

## Vorbereitung
Alexander teilte seine Armee daher in zwei Gruppen auf. Die erste, kleine Gruppe wurde von Koinos befehligt. Der täuschte eine zahlenmäßige Überlegenheit vor, indem er vor der Schlacht so viele Lagerfeuer entfachen ließ, dass Poros annehmen musste, Alexanders gesamte Armee befände sich noch jenseits des Flusses. Währenddessen durchquerte Alexanders Gruppe unter schwersten Bedingungen allerdings bereits den Fluss. Poros bewachte nur den Teil des Ufers, an dem er die Truppen Alexanders erwartete, ohne zu bemerken, dass Alexander den Fluss bereits etwa 27 km oberhalb von Haranpur durchquert hatte. Poros befand sich nun also zwischen dem Fluss, der für ihn mit all seinen Elefanten nicht zu durchqueren war, auf der einen Seite und Alexanders Gruppe auf der anderen – und Alexander wusste, dass Elefanten im Kampf auch für die indischen Truppen gefährlich werden konnten.

## Schlachtverlauf
Einen Teil seiner Kavallerie versteckte Alexander hinter der Infanterie. Die übrige Kavallerie teilte er in zwei Teile. Einer wurde mit der Infanterie mitgeschickt, der andere Teil schwenkte weit rechts vom Hauptheer aus. Dadurch waren zwei Kavallerietruppenteile für Poros nicht wahrnehmbar. Die Infanterie hatte den Befehl, nicht anzugreifen, sondern in sicherer Distanz zu warten. Die Flanken der Infanterie wurden durch Heerteile mit Wurfwaffen verstärkt. Poros nahm an, dass Alexander versuchen würde, ihn mit dem für ihn sichtbaren Teil der Kavallerie, der die Infanterie begleitete, einzukesseln, und verstärkte deswegen seinen linken Flügel, um dort einen Durchbruch zu verhindern. Da Poros sah, dass die Truppenstärke von Alexanders Kavallerieflügel sehr klein war, schickte er seine Reiterei dorthin. Er dachte, er könne die Kavallerie schnell bekämpfen und seine Reiterei dann zurückholen, um seine Haupttruppen mit den Elefanten zu schützen. Alle Teile der indischen Kavallerie befanden sich jetzt am linken Flügel. Der Teil der Kavallerie Alexanders, der vorher weit nach rechts ausschwenkte, sowie der, welcher sich hinter der Infanterie versteckte, griffen den linken Flügel nun mit der zurückgebliebenen Kavallerie von drei Seiten an und vernichteten damit die Kavallerie des Poros. Daraufhin griff die Infanterie an. Alexanders Truppen hatten den Befehl, vorwiegend die Elefanten anzugreifen. Die Hauptziele waren dabei die Elefantenführer, die mit gezielten Speerwürfen getroffen wurden. Die Rechnung ging auf. Die Elefanten gerieten führerlos in Panik und wurden in die indische Formation der Infanterie zurückgetrieben.
Durch diese Wendung lösten sich die indischen Stellungen der Infanterie auf, und die Schlacht war für Alexander gewonnen. Alexander, der Poros’ Mut bewunderte, beließ ihm nicht nur sein Territorium, sondern auch den Anspruch auf einige weitere Städte. Im Gegenzug musste Poros Alexanders Oberherrschaft anerkennen.
Alexanders Lieblingspferd Bukephalos soll bei der Schlacht im nahe gelegenen Fluss Hydaspes umgekommen sein. Zum Gedenken habe Alexander einer Stadt den Namen Alexandreia Bukephalos gegeben. Zur Erinnerung an den Sieg wurde zudem an der Stelle, an der die Schlacht geschlagen wurde, die Stadt Nikaia am Hydaspes gegründet. Des Weiteren ließ Alexander Münzen prägen, die ihn als Sieger feierten. Die Schlacht wird oft als einer der größten Siege Alexanders angesehen, wenngleich es in der modernen Forschung auch skeptische Stimmen gibt, die den Indienfeldzug eher negativ bewerten.

## Bildliche Darstellung
Ein römisches Mosaik aus dem 4. Jahrhundert n. Chr., das vor einigen Jahren in der portugiesischen Ortschaft Alter do Chao in der Casa da Medusa ausgegraben, wird zwar gelegentlich als eine Darstellung des Treffens zwischen Alexander und Poros bezeichnet, zeigt aber vielmehr das Flehen des besiegten Turnus um die Gnade des Aeneas.